# Großsteingrab Zaalhof
Das Großsteingrab Zaalhof war eine megalithische Grabanlage der jungsteinzeitlichen Westgruppe der Trichterbecherkultur in Emmen in der niederländischen Provinz Drenthe. Seine Überreste wurden 1846 untersucht. Die Fundstelle wurde im frühen 20. Jahrhundert überbaut. Das Grab trägt die van-Giffen-Nummer D44a.

## Lage
Das Grab befand sich beim heute nicht mehr existierenden Zaalhof (oder Saalhof). Das Gebiet war bis ins 19. Jahrhundert weitgehend unbebaut und liegt heute zwischen Kerkhoflaan, Wilhelminastraat, Julianastraat und Molenstraat. In der näheren Umgebung liegen zahlreiche noch existierende Großsteingräber: Westnordwestlich befindet sich das Großsteingrab Westenesch (D44), nordnordwestlich das Großsteingrab Emmen-Schimmeres (D43) und nordnordöstlich das Großsteingrab Emmerdennen (D45).

## Forschungsgeschichte
Die Anlage wurde erstmals 1660 von Johan Picardt erwähnt, der es aber nicht als Grab erkannte, sondern nur als „einige große markierte Steinbrocken“ beschrieb. Caspar Reuvens fertigte 1833 eine Zeichnung an. Leonhardt Johannes Friedrich Janssen führte 1846 eine Grabung durch.

## Beschreibung
Die Anlage war bei den Untersuchungen im 19. Jahrhundert bereits weitgehend zerstört. Reuvens fand nur noch zwei Wandsteine vor, von denen einer eine Reihe von Sprenglöchern aufwies. Janssens Untersuchung ergab, dass die Grabkammer eine Länge von etwa 5,5 m und eine Breite von etwa 2 m besessen hatte.

## Funde
Janssen konnte bei seiner Untersuchung einige Scherben von Keramikgefäßen der Trichterbecherkultur bergen.